# HD 78668
HD 78668，又名BD-11 2565，SAO 154953、HR 3636，是一颗恒星，视星等为5.77，位于銀經241.7，銀緯23.21，其B1900.0坐标为赤經9h 4m 23.8s，赤緯-11° 23.21′ 9″。